# У дуже спеціальному епізоді...
«У ду́же спеціа́льному епізо́ді...» (англ. On a Very Special Episode...) — п’ятий епізод американського телевізійного мінісеріалу «ВандаВіжен», заснованого на коміксах Marvel Comics із персонажами Вандою Максимовою / Багряною Відьмою та Віженом. Епізод розповідає про те, як пара намагається приховати свої сили, живучи ідилічним приміським життям у містечку Веств’ю, штат Нью-Джерсі. Дія епізоду розгортається в Кіновсесвіті Marvel (КВМ). Епізод написали Пітер Кемерон і Маккензі Дор, а режисером виступив Метт Шакман.
Елізабет Олсен і Пол Беттані повторюють свої відповідні ролі Ванди Максимової та Віжена із серії фільмів, а також Тейона Перріс, Еван Пітерс, Рендалл Парк, Кет Деннінгс і Кетрін Ган. Розробка почалася в жовтні 2018 року, а Шакман приєднався в серпні 2019 року. Епізод віддає данину ситкомам 1980-х і 1990-х років, таким як Family Ties, Growing Pains, Розанна і Full House. Епізод представляє Пітерса як брата Максимової «П'єтро», якого раніше зображував у КВМ Аарон Тейлор-Джонсон. Пітерс зіграв іншу версію персонажа в серії фільмів «Люди Ікс», і він був обраний для «ВандаВіжен» через мета- та тематичні наслідки. Діти Максимової та Віжена Біллі і Томмі також грають ролі в епізоді. Зйомки проходили в столичному районі Атланти, штат Джорджія, в тому числі на Pinewood Atlanta Studios і в Лос-Анджелесі.
«У дуже спеціальному епізоді...» вийшов на стрімінговому сервісі Disney+ 5 лютого 2021 року. Критики високо оцінили епізод за його початкові назви та пісню, а також за розвиток сюжетних ліній серіалу, тоді як поява Пітерса як «П'єтро Максимового» широко обговорювалася. Епізод отримав номінацію на премію прайм-тайм «Еммі».

## Сюжет
У вигаданій програмі «ВандаВіжен», яка зараз розгортається у 1980-х/початку 1990-х років, Ванда Максимова та Віжен намагаються зупинити своїх новонароджених синів Біллі та Томмі від плачу. Їхня сусідка Аґнес приходить, щоб допомогти доглядати за хлопцями, але, здається, ламає сценарій програми «ВандаВіжен» і запитує Максимову, чи варто їм переробити сцену. Віжен розпитує Максимову про поведінку Аґнес, але їх перериває, коли Біллі та Томмі раптово підростають до п’яти років. Аґнес не висловлює здивування чи занепокоєння з цього приводу.
Дивлячись серіал «ВандаВіжен» за межами містечка Веств’ю, голова М.Е.Ч.а Тайлер Гейворд називає Максимову терористом, а Моніка Рамбо не вірить, що Максимова має злі наміри. Гейворд стверджує, що Максимова нещодавно викрав тіло Віжена зі штаб-квартири М.Е.Ч.а і воскресила його, нехтуючи живою волею Віжена. Рамбо виявляє, що її одяг змінили відповідно до дизайну «ВандаВіжен», і задається питанням, чи можуть вони обійти перетворення, використавши щось відповідне епосі.
Хлопчики просять залишити собаку, яка з'являється в будинку, і Аґнес пропонує ім'я Спаркі. Максимова майже відкриває Аґнес свої здібності. Коли Максимова та Віжен вирішують, що хлопчики занадто малі, щоб піклуватися про Спаркі, їм стає 10 років. На роботі Віжен читає електронний лист від М.Е.Ч.а, який розкриває ситуацію у Веств'ю. Він порушує контроль розуму Ванди в Нормі, справжнього мешканця Веств’ю на ім’я Абілаш Тандон, який благає Віжена зупинити «її». Тоді Віжена повертає Абілаша до Норма.
М.Е.Ч. надсилає безпілотник 1980-х років у Веств’ю та намагається вбити Максимову за наказом Гейворда. Вона виходить із статичного поля, що оточує місто, з безпілотником і попереджає Гейворда залишити її в спокої. Після несподіваної смерти Спаркі близнюки просять свою матір повернути його до життя; Аґнес запитує, чи Ванда здатна на це, але вона каже, що вона не може цього зробити, і закликає їх впоратися зі своїм горем.
Віжен сперечається з Максимовою щодо контролю над містом, показуючи, що він не може згадати свого життя чи особи до прибуття до Веств’ю. Максимова каже, що не все їй під силу, і вона не знає, з чого все почалося. Вони знову перериваються, коли до вхідних дверей з’являється її мертвий брат «П’єтро». Дивлячись трансляцію, Дарсі Льюїс зауважує, що зовнішність П'єтро «змінена».
Рекламний ролик під час програми «ВандаВіжен» рекламує паперові рушники Lagos.

## Виробництво

### Розробка
До жовтня 2018 року Marvel Studios розробляла серіал з Вандою Максимовою Елізабет Олсен і Віженом Пола Беттані з фільмів Кіновсесвіту Marvel (КВМ) у головних ролях. У січні 2019 року Джек Шефер була найнята головною сценаристкою «ВандаВіжен» і мала намір написати перший епізод серіалу. У серпні Метт Шакман був найнятий режисером міні-серіалу, а Шефер і Шакман стали виконавчими продюсерами разом із Кевіном Файґі з Marvel Studios, Луїсом Д'Еспозіто та Вікторією Алонсо. Файґі описав серіал як частину ситкому, частину «епопеї Marvel», віддаючи данину багатьом епохам американських ситкомів. П'ятий епізод, «У дуже спеціальному епізоді...», був написаний Пітером Кемероном і Маккензі Дор, а сцени, що розгортаються в реаліті-серіалі, віддають данину 1980-м і початку 1990-х років. Він був випущений на потоковому сервісі Disney+ 5 лютого 2021 року.

### Сценарій
Шеффер відчула, що ціле десятиліття ситкомів 1980-х стало натхненням для епізоду, висвітлюючи Family Ties, Full House, Growing Pains, Who's the Boss?, Розанна і Just the Ten of Us зокрема. Беттані зазначив, що деякі ситкоми 1980-х років мали «моменти для навчання», які іноді рекламувалися як «дуже особливий епізод», коли вони висвітлювали складні питання. Одна з тем, яку обговорюють герої «У дуже спеціальному епізоді...», — це нездатність проскочити складні частини життя.
Сценаристи відчули, що цей епізод став важливим поворотним моментом у сюжетній лінії серіалу, оскільки він повертається до реальности ситкому після того, як попередній епізод показав, що відбувається в реальному світі КВМ, і тому, що він поєднує дві сюжетні лінії. Це також безпосередньо стосується розуміння Максимовою і Віженом того, що відбувається в серіалі, причому Максимова починає визнавати, що вона контролює реальність, тоді як Віжен починає це вирішувати сам. Дор зауважив, що ситкоми 1980-х років, такі як «Сімейні зв’язки» та «Зростаючі болі», часто показували центральну сім’ю разом у багатьох сценах, і це те, що Максимова хоче, щоб сталося з її сім’єю в цьому епізоді, але чим більше вона намагається їх контролювати, тим більше вона втрачає контроль, наприклад, коли близнюки дорослішають. У ранніх проєктах були такі елементи будинку, як сантехніка, яка починала псуватися, як ще одна ознака того, що Максимова втрачає контроль, але ця ідея згодом була перенесена в «Зламання четвертої стіни». Інші ідеї з перших чернеток, які не потрапили до останнього епізоду, включають те, що Максимова намагається відволікти Віжена, запрошуючи сусідів, які з’являються в будинку, наприклад, Філ прибуває з оркестром або Дотті, яка приходить провести урок. Аґнес з'являється у вбранні Jazzercise. Дор намагався врівноважити сцени ситкому з логістикою сюжетної лінії Рамбо, під час якої реальність ситкому отримала прізвисько «The Hex», яке придумав Дор. Обидві сюжетні лінії з’єднуються, коли Максимова виходить із Hex, що, як вирішили сценаристи, станеться на ранніх етапах розробки серіалу, і назвали його «Hex flex».
Кемерон написав сцену, де Максимова та Віжен сперечаються в кінці епізоду, і в його початковій версії не було елементів супергероя, щоб він міг зосередитися на обґрунтованій драмі. Він описав цю сцену як сварку між дружиною, яка не хоче говорити на «справді болючу тему», зі своїм чоловіком, який «завзято хоче це обговорити». Він додав інші питання, які пара також не обговорювала в розмові, оскільки це часто трапляється під час більшості «важливих» суперечок у стосунках. Потім Кемерон повернувся та додав елементи супергероя в головних опорних точках суперечки, наприклад, Максимова прокручує кінцеві титри ситкому замість того, щоб грюкнути дверима перед Віженом, і Віжен левітує замість того, щоб вдарити кулаком по столу. Пізніше Беттані додав рядок, де він каже: «Мені страшно», що Кемерон вважав гарним доповненням до сцени, оскільки показує вразливість Віжена в суперечці.
Серіал містить фальшиві рекламні ролики, які, за словами Файґі, покажуть «частину правди про шоу, що починає просочуватися», з «У дуже спеціальному епізоді...», включаючи рекламний ролик, який рекламує паперові рушники Lagos під гаслом «бо коли ти робиш безлад, ти цього не хотів». Чарлі Ріджлі з ComicBook.com виявив, що це найруйнівніший рекламний ролик у серіалу на сьогоднішній день, використовуючи почуття провини Максимової в її діях у Лаґосі під час подій «Капітан Америка: Громадянська війна» (2016), щоб розглянути попередні рекламні ролики в перспективі.

### Кастинг

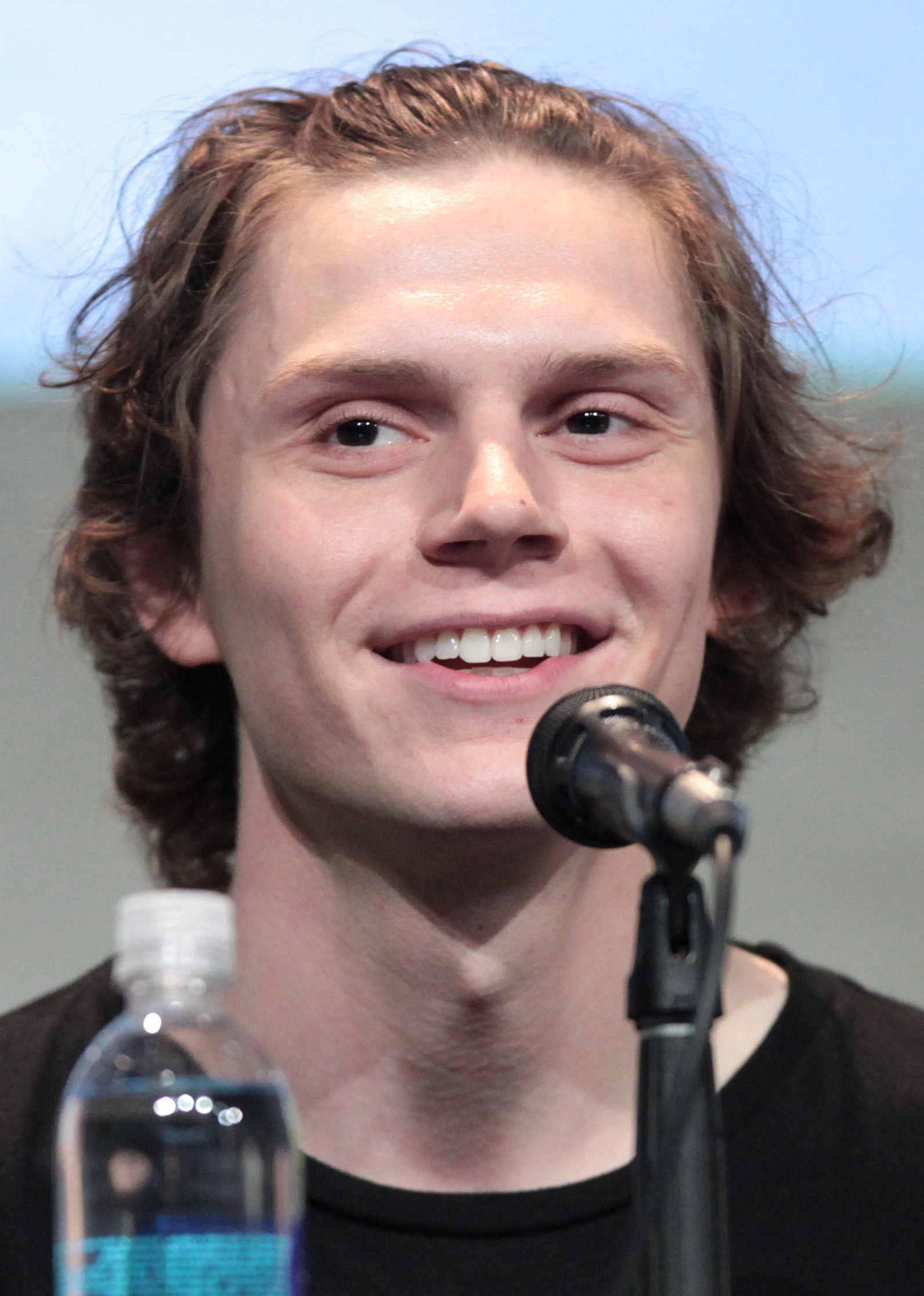
Еван Пітерс представлений як «П'єтро Максимов» після того, як раніше грав іншу версію персонажа в серії фільмів «Люди Ікс».

У епізоді знімаються Елізабет Олсен у ролі Ванди Максимової, Пол Беттані у ролі Віжена, Тейона Перріс у ролі Моніки Рамбо, Еван Пітерс у ролі «П’єтро Максимового», Рендалл Парк у ролі Джиммі Ву, Кет Деннінгс у ролі Дарсі Льюїса та Кетрін Ган у ролі Аґнес.
П’єтро раніше зображував у КВМ Аарон Тейлор-Джонсон, а Пітерс грав іншу версію персонажа на ім’я Пітер Максимофф у серії фільмів «Люди Ікс». Льюїс зазначає на екрані, що Максимов «переробив» П’єтро, але це не мало бути інтерпретовано як переробку Тейлор-Джонсон у реальному житті. Шеффер і співвиконавчий продюсер Мері Ліванос вирішили на початку розробки «ВандаВіжен», що вони хочуть, щоб П’єтро повернувся в серіал, і вирішили «переробити» персонажа в рамках вигаданої програми «ВандаВіжен». Файґі хотів переконатися, що є розумна причина для появи персонажа таким чином, і Шеффер зауважила, що це відповідає тропам ситкому, коли персонажі змінюються без «зайвої метушні», а також родича, який приїжджає в місто, який «збурює речі з сім'я». Вона також назвала «найбільшим захопленням» приєднання Пітерса до КВМ, і те, що було б «дуже весело для авдиторії та фанатів». Пітерс так само підтримував появу , вважаючи, що це був «дуже цікавий, шокуючий і майже дивний мета» спосіб повернутися до ролі. На додаток до роботи над цим мета-рівнем для серіалу, Пітерс, який зображує П’єтро замість Тейлор-Джонсон, працював тематично для обговорення горя Максимова, оскільки вона визнає, що це її брат, хоча він виглядає не так, як вона пам’ятала, що показує, наскільки її горе "затуманювати її судження".
Сини Максимової та Віжена зіграли ролі в епізоді: Джуліан Гілліард і Бейлен Біліц у ролі Біллі у віці 10 і 5 років відповідно, а Джетт Клайн і Ґевін Бордерс у ролі Томмі у віці 10 і 5 років відповідно. Також в епізоді з’являються Джош Стемберґ у ролі директора М.Е.Ч.а Тайлера Гейворда, Амос Ґлік у ролі листоноші Денніса, Асіф Алі у ролі Норма, Алан Гекнер у ролі агента М.Е.Ч.а Монті та Селена Андузе як агентки М.Е.Ч.а Родріґез. Вікторія Блейд, Ітамар Енрікес, Сідней Томас і Веслі Кіммел грають акторів у рекламі Lagos. 

### Дизайн
Шакман і оператор Джесс Голл зібрали колекцію зображень із існуючих серіалів, які вплинули на обрамлення, композицію та кольори сюжету епізоду ситкому, а Голл створив спеціальну кольорову палітру з 20 до 30 кольорів для епізоду на основі цих еталонні зображення, щоб він міг контролювати «візуальну цілісність кольору» епізоду. Голл працював з художником-постановником Марком Вортінґтоном і художником по костюмах Мейсом С. Рубео, щоб переконатися, що декорації та костюми для епізоду відповідали його колірній палітрі. Спосіб перенесення фільму на відео у 1980-х роках спричинив поява червоного каналу на зображенні, тому цей ефект було додано до епізоду під час цифрового проміжного процесу. Ган запропонувала свій власний макіяж, натхненний відео з аеробіки 1980-х років, і працювала з одним із керівників відділу макіяжу Василіосом Танісом, щоб розробити образ, який включає «яскраву рожеву помаду та густу фіолетову підводку для очей». Перукар Карен Бартек використовувала перуки для зачіски в епізоді, щоб дозволити знімати його одночасно з іншими епізодами без необхідности змінювати волосся акторів, щоб змінювати епохи. «Нестримні кучері 80-х» Олсен в епізоді були улюбленою перукою акторки для серіалу.

Шрифт, використаний у початковій послідовності програми «ВандаВіжен», натхненний «Сімейними зв’язками» та «Хворобами росту».

Perception, яка створила послідовність кінцевих титрів для серіалу, також створила послідовність початкових титрів для цього епізоду на основі початкових назв Family Ties і Growing Pains, а також Full House. Редакторка Нона Ходай виявила, що головна пісня епізоду досить довга порівняно з кількістю кадрів, доступних для використання у початковій послідовності, і не змогла скоротити її. Вона намагалася не робити це надто повільно, і пройшла багато ітерацій, перш ніж почуватися щасливою. Шакман пояснив, що для дотримання послідовности «Сімейні зв’язки» фотографії акторів були передані Perception для створення початкового малюнку та картини сім’ї в кінці. Фактичні фотографії Олсен у дитинстві були використані в серії, але очевидно в Беттані не було дитячих фотографій, які вони могли б використати для юного Віжена. Замість нього були використані фотографії Скотта Макфейта, одного з координаторів візуальних ефектів серіалу, оскільки він мав «схожий на Пола Беттані вигляд». Perception відредагував фотографії, щоб надати їм «відчуття вивітреного, старого сімейного фотоальбому». Кадри журавля в кінці серіалу були додані як данина поваги до Аншлаґ, оскільки сестри Олсена, Мері-Кейт і Ешлі Олсен, знімалися в цьому серіалі. Крім того, Perception надала графіку для фальшивої реклами епізоду, заснованої на подібних рекламних роликах 1980-х років.

### Зйомки
Зйомки у звуковій сцені відбувалися на Pinewood Atlanta Studios в Атланті, штат Джорджія, режисером був Шакман, а Голл виступав оператором. Зйомки також проходили в столичному районі Атланти, а зйомки на задньому плані та просто неба проходили в Лос-Анджелесі, коли серіал відновили виробництво після перерви через пандемію COVID-19. «У дуже спеціальному епізоді...» було знято з використанням кількох камер і спеціальних об’єктивів, що відповідають періоду.

### Візуальні ефекти
Тара ДеМарко працювала супервайзером візуальних ефектів для «ВандаВіжен», а візуальні ефекти епізоду створювали Lola VFX, The Yard VFX, Rodeo FX, SSVFX, Cantina Creative, Zoic Studios, RISE і капітал Т. Компанія Rodeo FX розробила візуальні ефекти для межі Hex на основі намагнічености старих екранів телевізорів з електронно-променевими трубками при контакті з магнітами. Кордон спочатку чіткий і його важко побачити, оскільки Шакман хотів, щоб він був таємничим і тривожним для глядачів, але як тільки Максимова виходить за межі, щоб протистояти М.Е.Ч.у, кордон стає червоним, щоб відобразити її гнів і підкреслити, що це жорсткий бар’єр.
ДеМарко використовував представлення Віжена у «Месниках: Ера Альтрона» (2015) як остаточну версію персонажа, підходячи до візуальних ефектів для нього у «ВандаВіжен». На знімальному майданчику Беттані була в лисій кепці та нафарбована на обличчі, щоб відповідати кольором Віжена, а також маркери для відстеження для команд візуальних ефектів. Потім для створення персонажа використовувалися складні 3D-техніки та цифрові технології макіяжу, причому частини обличчя Беттані замінювалися CGI кадр за кадром; зазвичай зберігалися лише очі, ніс і рот актора. Лола була основним керівником Віжен в епізоді, а керівник ефектів Трент Клаус зазначив, що особлива увага приділялася «зморшкам сміху або складкам під очима [Беттані] або гусячим лапкам», оскільки повне видалення цього призвело б до втрати акторської гри. Натомість їх потрібно було об’єднати з синтетичним виглядом, щоб вони виглядали так, ніби вони «природно складаються в цьому місці». Клаус додав, що візуальним ефектам для обличчя Віжена сприяє тонка гра, яку Беттані надає персонажу. SSVFX створив візуальні ефекти для молодого Віжена в першій послідовності, застосовуючи той самий підхід до фотографій, які були вибрані для послідовности, як і до звичайних кадрів Віжена із ефектами. Лола також була доручена замінити волосся П'єтро в епізоді після того, як Marvel вирішила, що волосся має бути більше схожим на версію, яку можна побачити у фільмах, ніж на білу перуку, яку Пітерс носив на знімальному майданчику. Лола відома своїми візуальними ефектами для краси, косметики та старіння, але Клаус сказав, що працювати з цифровим волоссям «завжди так важко». Ефект був створений шляхом маніпулювання зображенням у 2D. Зміни потрібно було внести лише для кількох знімків, у яких персонаж з’являється в цьому епізоді, а також для одного з сьомого епізоду, який знімали одночасно, оскільки перуку Пітерса було скориговано для зйомок інших епізодів.
Студія Zoic створила кадр, де Біллі та Томмі дорослішають від п’яти до десяти років. Кадр був натхненний подібними «морфами» з 1990-х , такими як ті, що можна побачити у музичних кліпах Майкла Джексона «Black or White» і Backstreet Boys «As Long as You Love Me». Ефект було створено за допомогою знімка молодших акторів на зеленому екрані, знімка старших акторів на знімальному майданчику та чистого фону пластини без того й іншого. Оскільки люди схильні дивитися в очі, дивлячись на обличчя, команда почала з того, що вишикувала очі акторів і трансформувалася навколо них. Потім вони підкоригували положення молодших акторів відповідно до їхнього зросту. Через різницю між волоссям та обличчями акторів у різних вікових групах, Зоїку довелося створити різні діапазони росту волосся та зафарбувати певні ділянки, щоб згладити перехід.

### Музика
Композитори головної пісні Крістен Андерсон-Лопез і Роберт Лопез сказали, що тема для епізоду під назвою «Making it Up as We Go Along» була їхньою улюбленою піснею, яку вони написали для серіалу, оскільки вони виросли у 1980-х роках. Лопес відчув, що «майстерність написання тематичних пісень досягла піку в 80-х роках», причому темами були «довші... зворушливі балади». Це був стиль, який вони вирішили наслідувати з піснею «Making it Up as We Go Along», і оскільки тематичні пісні тієї епохи були довшими, це дозволило парі «відчути емоції». Лопез додали, що їм було легко знайти ці емоції, тому що вони з Андерсон-Лопес мають дітей такого ж віку, як Максимова та Віжен в епізоді, і вони також «намагалися змусити все працювати, навіть коли світ навколо нас ніби руйнується».
Пісня містить музичні кивки до тем пісень Growing Pains («As Long as We Got Each Other» BJ Thomas і Jennifer Warnes) і Family Ties («Without Us » Johnny Mathis і Deniece Williams). Лопез і Андерсон-Лопес сказали, що вони залучали для пісні рок- і поп-виконавців 1980-х років, таких як Майкл Макдональд, Кріс Крістофферсон, Хьюї Льюїс і Тейлор Дейн. Спочатку пісня не включала «ВандаВіжен» як текст, як в інших тематичних піснях серіалу, але вона була додана в кінці пісні після заохочення Marvel включити її. 12 лютого 2021 року Marvel Music і Hollywood Records випустили альбом із саундтреком до епізоду, який містить музику композитора Крістофа Бека. Перший трек — це головна пісня епізоду, написана та виконана Андерсон-Лопез і Лопез.
| ВандаВіжен: Епізод 5 (Оригінальний саундтрек) | ВандаВіжен: Епізод 5 (Оригінальний саундтрек) | ВандаВіжен: Епізод 5 (Оригінальний саундтрек) |
| #                                             | Назва                                         | Тривалість                                    |
| --------------------------------------------- | --------------------------------------------- | --------------------------------------------- |
| 1.                                            | «Making It Up As We Go Along»                 | 1:42                                          |
| 2.                                            | «Ten Years Old»                               | 0:36                                          |
| 3.                                            | «Lagos»                                       | 0:30                                          |
| 4.                                            | «Evaluation»                                  | 3:08                                          |
| 5.                                            | «Family Is Forever»                           | 0:53                                          |
| 6.                                            | «Missile Strike»                              | 4:02                                          |
| 7.                                            | «Cue Credits»                                 | 0:29                                          |
| 8.                                            | «Ode to Sparky»                               | 1:48                                          |
| 9.                                            | «Pietro»                                      | 3:11                                          |
| 16:19                                         |                                               |                                               |

## Маркетинг
На початку грудня 2020 року щодня випускалося шість постерів до серіалу, кожен з яких описував десятиліття з 1950-х до 2000-х років. Чарльз Пулліам-Мур з io9 відчув, що на відміну від постерів попереднього десятиліття, плакат 1980-х років не містить багато елементів, з яких можна було б отримати підказки, хоча він мав «неприродне відображення на тлі, яке могло вказувати або не вказувати на «фальшивість» зображувана дійсність». Після випуску епізоду Marvel оголосила про товари, натхненні епізодом, як частину своєї щотижневої рекламної акції «Marvel Must Haves» для кожного епізоду серіалу, включаючи футболки та пляшку з нержавіючої сталі з брендом SWORD і скло у формі банки. У березні 2021 року Marvel співпрацювала з шеф-кухарем Джастіном Ворнером, щоб випустити рецепт післяшкільної закуски Біллі та Томмі, печива та глазурі, які є «ретро-закускою» для «ретро-відчуття» епізоду.

## Сприйняття

### Глядацька авдиторія
Дослідження Nielsen Media Research, яке вимірює кількість хвилин, які глядачі Сполучених Штатів переглянули на телевізорах, відзначило «ВандаВіжен» як третій за кількістю переглядів оригінальний потоковий серіал за тиждень з 1 по 7 лютого 2021 року. У п’яти доступних доступних серіалах було переглянуто 589 мільйонів хвилин. епізодів, найвищий для серії на той момент.

### Оцінки критиків
Веб-сайт аґреґатора оглядів Rotten Tomatoes повідомив про 100% рейтинг схвалення із середнім балом 8,40/10 на основі 26 відгуків. Критичний консенсус сайту гласить: «У дуже спеціальному епізоді...» «ВандаВіжен» немає нових відповідей, але деякі вдало зіграні повороти відкривають двері для безлічі нових запитань — і одного дуже несподіваного гостя».
Стівен Робінсон з The AV Club сказав, що протистояння Максимової з агентами М.Е.Ч.а поза межами аномалії було «о чорт» моментом епізоду, зазначивши, що у цій сцені Максимова повернулася до соковійського акценту. Робінсон поставив епізоду «В». Пишучи для Entertainment Weekly, канцлер Аґард сказав, що епізод відповідає своїй назві, і їй сподобалося бачити, як Елізабет Олсен продовжує «розкривати Ванду», створюючи гру, яка робить персонажа «болісно людським», вказуючи на протистояння з М.Е.Ч.ем як приклад. Крістіан Голуб, колега Аґарда, порівняв сцену, в якій Максимова починає відтворювати титри ситкому, щоб уникнути розмови з Віженом, із короткометражним фільмом «Занадто багато кухарів» (2014). Розі Найт, рецензуючи епізод для Den of Geek, заявила: «Здається майже неможливим стежити за таким епізодом, як «Ми перериваємо цю програму», але оскільки ми досягли середини сезону, команді «ВандаВіжен» вдалося це зробити». Вона вважала, що дві сюжетні лінії епізоду добре поєднуються, і сказала, що старіння Томмі та Біллі було «моторошним і зручним для оповіді зарозумілістю, яке працює на користь епізоду». Найт також підкреслив сильні виступи Олсена та Беттані. Пишучи для Rolling Stone, Алан Сепінволл сказав, що «У дуже спеціальному епізоді...» був «найжвавішим, найбільш захоплюючим і суто розважальним епізодом» серіалу на даний момент і, можливо, зробив «трудомісткі» ранні епізоди того варті.
Метт Перслоу з IGN дав «У дуже спеціальному епізоді...» 8 з 10, сказавши, що він порушує встановлену книгу правил серіалу та майже досягає ідеального балансу між сімейним ситкомом і драмою КВМ. Незважаючи на те, що Перслоу подобалося спостерігати за елементами ситкому разом із діяльністю М.Е.Ч.а поза реальністю ситкому, поєднання двох сюжетних ліній відбулося за рахунок вшанування ситкому в цілому, з «завжди ідеальною» темою пісні та вибором гардеробу, але менше жартів. Він сподівався, що майбутні епізоди зможуть зберегти баланс жартів і темнішого матеріалу. Крім того, він відчув, що Віжен починає розуміти, що відбувається, створене для деяких із найсильніших послідовностей серіалу, але вважав, що Томмі та Біллі були «порожніми стереотипними дітьми» і не варті того, щоб глядачі інвестували в них. Подумавши, що перші чотири епізоди були «м’якими» та «протоптаними», Абрахам Рісман з Vulture, що він щиро схвильований, щоб побачити, що буде далі в серіалі після цього епізоду, але все ще не повністю зрозумів і дав йому 3 зірок з 5. Головна пісня епізоду та початкові назви отримали високу оцінку, Робінсон назвав пісню «treacly» і порівняв заголовну послідовність із послідовністю «розмальовування за номерами «портрет» у «Сімейних узах», а Рісман сказав, що це найцікавіша з художнього боку частина епізоду з співом Андерсон-Лопес і Лопес «справді чудовий».
Багато рецензентів обговорювали зовнішність Евана Пітерса як «переробленого» П'єтро. Загалом він описаний як дивовижний і захоплюючий; було відзначено, як Пітерс зіграв персонажа подібно до його версії з фільмів про Людей Ікс, що відповідає сюжету ситкому 1980-х років. Інші аспекти його зовнішнього вигляду вписуються в часові рамки ситкому, наприклад, Пітерс одягнений у версію свого костюма 1980-х років із фільмів «Люди Ікс», а також згадує минулі переробки ролей у ситкомах, наприклад двох акторів Дарріна Стівенса у «Зачарованих», двох Актриси Беккі Коннер у «Розанні» та дві актриси Вівіан Бенкс у «Свіжому принці з Бель-Ера». Вважалося, що ця поява допомогла створити ідею мультивсесвіту, яка буде досліджена в подальших властивостях четвертої фази, і спосіб почати впровадження мутантів у КВМ. Метт Патчес з Polygon назвав появу «захоплюючою атмосферою» та «одночасним киванням на заплутані проблеми з правами», які раніше стосувалися персонажа до того, як Disney придбав 21st Century Fox, а також «само собою збиває розум». Джек Шепард з Total Film сказав, що загальній реакції на «ВандаВіжен» не вистачало «запалу», який отримав серіал «Мандалорець» від Disney+ «Зоряні війни», але він відчував, що поява Пітерса «викине» серіал у «суспільну свідомість», яку він порівняв із представлення Ґроґу в Мандалорці.

### Нагороди
На 73-й премії Primetime Creative Arts Emmy Awards Нона Ходай була номінована в номінації «Кращий однокамерний монтаж» для обмеженого або антологічного серіалу чи фільму за її роботу над епізодом.